# Politica dell'Afghanistan

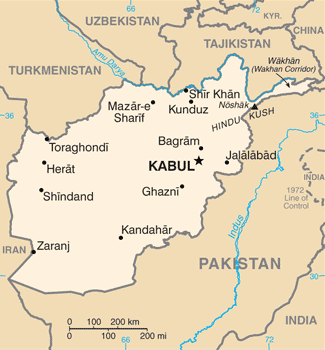
Mappa dell'Afghanistan

L'Afghanistan è uno stato dell'Asia centrale. La capitale è Kabul. La religione ufficiale è l'islam sunnita. Le lingue principali sono il dari e il pashtu, altre lingue importanti sono l'hazaragi e l'uzbeco. La popolazione è di circa 29 milioni di abitanti (2004) su 652.225 km².
Dall'agosto 2021 con la Caduta di Kabul la politica dell'Afghanistan è dominata dal movimento terrostico dei talebani, che il 7 settembre 2021 ha costituito un proprio governo proclamando l'Emirato Islamico dell'Afghanistan.
Il governo talebano non è riconosciuto a livello internazionale, mentre l'unico governo riconosciuto è quello precedente della Repubblica Islamica dell'Afghanistan, attualmente in esilio. La divisione amministrativa consiste in 32 province.

## Storia
L'emirato dell'Afghanistan si smarcò dall'influenza dell'Impero britannico nel 1919, riaffermando l'indipendenza del paese. Lo Stato dal 2001 al 2002 era in una fase di transizione dopo la caduta del regime dei talebani ed aveva un governo provvisorio dal 2002 al 2004. Dal 2004 al 2021 lo stato venne governato dalla Repubblica Islamica dell'Afghanistan.
I partiti principali erano:
- Hezb-e-Nuhzhat-e-Mili Afghanistan (Partito del Movimento Nazionale dell'Afghanistan)
- Hezb-e-Congra-e-Mili Afghanistan (Partito del Congresso Nazionale dell'Afghanistan)
- Nuhzat-e-Hambastagee Mili Afghanistan
- Hezb-e-Istiqlal-e-Afghanistan (Partito dell'Indipendenza dell'Afghanistan)

## Struttura politica
La Costituzione dell'Afghanistan è sospesa dal 16 agosto 2021. Il governo riconosciuto a livello internazionale è in esilio, mentre di fatto il paese è governato dall'Emirato Islamico dell'Afghanistan, espressione del gruppo dei Talebani.

### Governo Akhund (2021-)
Il governo dei talebani è stato costituito il 7 settembre del 2021.
| Ministro                                         | Nome                       |
| ------------------------------------------------ | -------------------------- |
| Primo ministro                                   | Mohammad Hassan Akhund     |
| Primo Vicepremier                                | Abdul Ghani Baradar        |
| Secondo Vicepremier                              | Abdul Salam Hanafi         |
| Difesa                                           | Mohammad Yaqoob            |
| Affari interni                                   | Sirajuddin Haqqani         |
| Affari esteri                                    | Amir Khan Muttaqi          |
| Finanze                                          | Hidayatullah Badri         |
| Educazione                                       | Noorullah Munir            |
| Informazione e della cultura                     | Khairullah Khairkhwa       |
| Affari religiosi                                 | Noor Mohammad Saqib        |
| Giustizia                                        | Abdul Hakim Ishaqzai       |
| Confini e affari tribali                         | Norullah Noori             |
| Riabilitazione e sviluppo rurale                 | Mohammad Younus Akhundzada |
| Lavori pubblici                                  | Abdul Manan Omari          |
| Miniere e petrolio                               | Mohammed Isa Akhund        |
| Acqua ed energia                                 | Abdul Latif Mansur         |
| Aviazione civile e trasporti                     | Hamidullah Akhundzada      |
| Istruzione superiore                             | Abdul Baqi Haqqani         |
| Telecomunicazioni                                | Najibullah Haqqani         |
| Rifugiati                                        | Khalil Haqqani             |
| Propagazione della virtù e prevenzione del vizio | Sheikh Mohammad Khalid     |